# Bulbophyllum bootanense
Bulbophyllum bootanense é uma espécie de orquídea (família Orchidaceae) pertencente ao gênero Bulbophyllum. Foi descrita por E.C.Parish e Heinrich Gustav Reichenbach em 1874.